# Werner Wigelbeyer
Werner Wigelbeyer (* 1. Februar 1937 in Mürzzuschlag; † 2. Juni 2018) war ein österreichischer Politiker (ÖVP). Er war von 1976 bis 1991 Vizebürgermeister der Stadt Wels und von 1973 bis 1997 Abgeordneter zum Oberösterreichischen Landtag.

## Leben
Werner Wigelbeyer wurde als zweites von sechs Kindern geboren und besuchte nach der Volksschule in Semmering und Obertraun die Hauptschule in Bad Goisern und Humanistische Gymnasien in Bischofshofen und Graz. Nach der Matura begann er ein Studium der Philosophie sowie ein Lehramtsstudium für die Fächer Deutsch und Geschichte in Graz und Wien, das er als Magister abschloss. Während seines Lehramtsstudiums in Wien engagierte er sich in der Katholischen Hochschuljugend.
Anschließend unterrichtete er zunächst am Gymnasium in Braunau am Inn und später am Bundesgymnasium und Bundesrealgymnasium in Wels. 1997 ging er als Professor für Geschichte und Deutsch am Welser Brucknergymnasium in Pension. In seinem Ruhestand betätigte er sich als unter anderem als Schülerlotse. Er war Bassist im Welser Bachchor und Vater von vier Kindern, darunter der Musiker Christoph Wigelbeyer (* 1973).
Am 2. Juni 2018 starb Wigelbeyer im Alter von 81 Jahren. Er wurde in Wels bestattet.

## Politik
Werner Wigelbeyer war ab 1960 Mitglied im Österreichischen Arbeiter- und Angestelltenbund ÖAAB, dessen Welser Obmann er von 1971 bis 1976 war. Von 1968 bis 1974 war er Landesobmann der Jungen ÖVP Oberösterreich sowie Bundesobmann-Stellvertreter. Ab 1967 gehörte er dem Gemeinderat in Wels an, wo er von 1973 bis 1991 als Kulturstadtrat und von 1976 bis 1991 als Vizebürgermeister fungierte.
Nach der Landtagswahl in Oberösterreich 1973 zog er mit Beginn der XXI. Gesetzgebungsperiode als Abgeordneter in den Oberösterreichischen Landtag ein, wo er Obmann des Ausschusses für Bildung, Jugend, Kultur und Sport und Mitglied im Ausschuss für Finanzen, im Ausschuss für allgemeine innere Angelegenheiten und im Ausschuss für EG- und Integrationsfragen war. Von 1995 bis 1997 war er außerdem ÖVP-Klubobmann-Stellvertreter. Dem Landtag gehörte er bis zum Ende der XXIV. Gesetzgebungsperiode an, nach der Landtagswahl 1997 schied er aus dem Landtag aus.

## Auszeichnungen
- 1983: Silbernes Ehrenzeichen des Landes Oberösterreich[6]
- 1998: Goldenes Ehrenzeichen des Landes Oberösterreich[1]